# NEERのガチ男宣言
『NEERのガチ男宣言〜何でもやります〜』（ニアーのがちおせんげん なんでもやります）は、千葉テレビ放送で単発特番4回放送されるバラエティ番組である（ただし、制作は千葉テレビではなく、株式会社ケイジェイシー制作）。放送時間は土曜25:00 - 25:30。初回放送日は2016年5月7日。

## 概要
話題の次世代アーティストNEERが、日本で活躍するため必要な「力」を付けるべく挑む初冠バラエティ。
サブタイトル「何でもやります！」の通り、体当たりでバラエティに挑戦している。

## 放送リスト
#1 「体力」NEERとゆうきがレジェンドレスラー神取忍の下でプロレス道場入門

## 出演者
- NEER
- ヒデヨシ
- 茉莉花
- さなだりく

## スタッフ
- ナレーター : 矢尾一樹
- 構成 : 横田俊介
- カメラ : 岩崎真澄、山下義人
- 音声 : 浅川潤
- ヘアメイク : 中川恵理
- スタイリスト : 手嶋ユキヒロ、立花夢友里
- 音効 : 安原裕人、田口優太
- 編集 : 田部沙織
- MA : 吉永龍哉、樋口絢佳
- 制作 : 北川泰之、平山一貴、橋本明毅
- 演出 : 中間拓郎
- プロデューサー : 立川智子（NAVI）、廣瀬裕二